# Arsenalvej
Arsenalvej er en vej på Arsenaløen, en del af den tidligere flådebase på Holmen i København. Vejen udspringer fra Danneskiold-Samsøes Allé og blev officielt navngivet i 1996.

## Søetatens Laboratorium og Laboratoriegraven
For enden af Arsenalvej ligger en række bygninger, der tidligere husede Søetatens Laboratorium. Laboratoriet spillede en vigtig rolle i udviklingen og testningen af sprængstoffer og ammunition til den danske flåde.

## Moderne brug
I dag bruges området omkring Arsenalvej til forskellige aktiviteter:
- Spejderaktiviteter: Flere spejdergrupper holder til her, og Spejdermuseet har lokaler på Arsenalvej.
- Holmens Idrætsanlæg: Her ligger Hal C, en moderne idrætshal tegnet af arkitektfirmaet Christensen & Co. og opført i 2014. Hallen bruges blandt andet af Christianshavns Gymnasium til indendørsidræt.[1]